# Maria Godlewska
Maria Godlewska, z d. Ochenkowska (ur. 18 stycznia 1880, zm. 6 czerwca 1945 w Krakowie) – polska tłumaczka z języka angielskiego.

## Życiorys
Jej bratem był Henryk Ochenkowski, historyk sztuki, stryjem – Władysław Ochenkowski. W młodości studiowała malarstwo w Paryżu i Monachium.
Podczas I wojny światowej działaczka Ligi Kobiet Pogotowia Wojennego. W 1921 poślubiła Franciszka Godlewskiego, działacza społecznego i literata, następnie zamieszkała z nim w Siedlcach. Po śmierci męża w 1937, zamieszkała w Warszawie, przez pewien czas mieszkała wspólnie ze swoją kuzynką Anielą Zagórską. W czasie powstania warszawskiego prowadziła kuchnię polową dla powstańców. Po powstaniu znalazła się w Krakowie, gdzie zmarła.
Była członkiem Polskiego PEN Clubu. Za swoją twórczość translatorską otrzymała 20 lutego 1939 Nagrodę Polskiego PEN Clubu za rok 1938.

## Przekłady
- Gilbert Keith Chesterton Charles Dickens (1929)
- Aldous Huxley Ostrze za ostrze (1932) – wydania powojenne pod tytułem Kontrapunkt
- John Galsworthy Kwiat na pustyni (1933)
- Katherine Mansfield Listy, t. 1 i 2 (1933–1934)
- Aldous Huxley Drwiący Piłat (1935) – wspólnie ze Stanisławą Kuszelewską
- Lytton Strachey Królowa Elżbieta i hrabia Essex. Historia tragiczna (1935)
- John Galsworthy Za rzeką (1936)
- Kenneth Grahame O czym szumią wierzby (1938)
- Aldous Huxley Niewidomy w Gazie (1938)